# Nikolas Panayiotou
Nikolas Panayiotou (Nicosia, 12 de mayo de 2000) es un futbolista chipriota que juega en la demarcación de defensa para el AC Omonia de la Primera División de Chipre.

## Selección nacional
Tras jugar en varias categorías inferiores de la selección, finalmente hizo su debut con la selección de fútbol de Chipre en un partido de clasificación para la Copa Mundial de Fútbol de 2022 contra Malta que finalizó con un resultado de 3-0 tras los goles de Joseph Mbong y un doblete de Cain Attard.

## Clubes
| Club                    | País   | Año       | Partidos | Goles |
| ----------------------- | ------ | --------- | -------- | ----- |
| Anorthosis Famagusta FC | Chipre | 2018-2019 | 3        | 0     |
| AC Omonia               | Chipre | 2019-     | 137      | 3     |

## Palmarés

### Títulos nacionales
| Título                     | Club      | País   | Año  |
| -------------------------- | --------- | ------ | ---- |
| Primera División de Chipre | AC Omonia | Chipre | 2021 |
| Supercopa de Chipre        | AC Omonia | Chipre | 2021 |
| Copa de Chipre             | AC Omonia | Chipre | 2022 |
| Copa de Chipre             | AC Omonia | Chipre | 2023 |